# Azur
För andra betydelser, se Azur (olika betydelser).

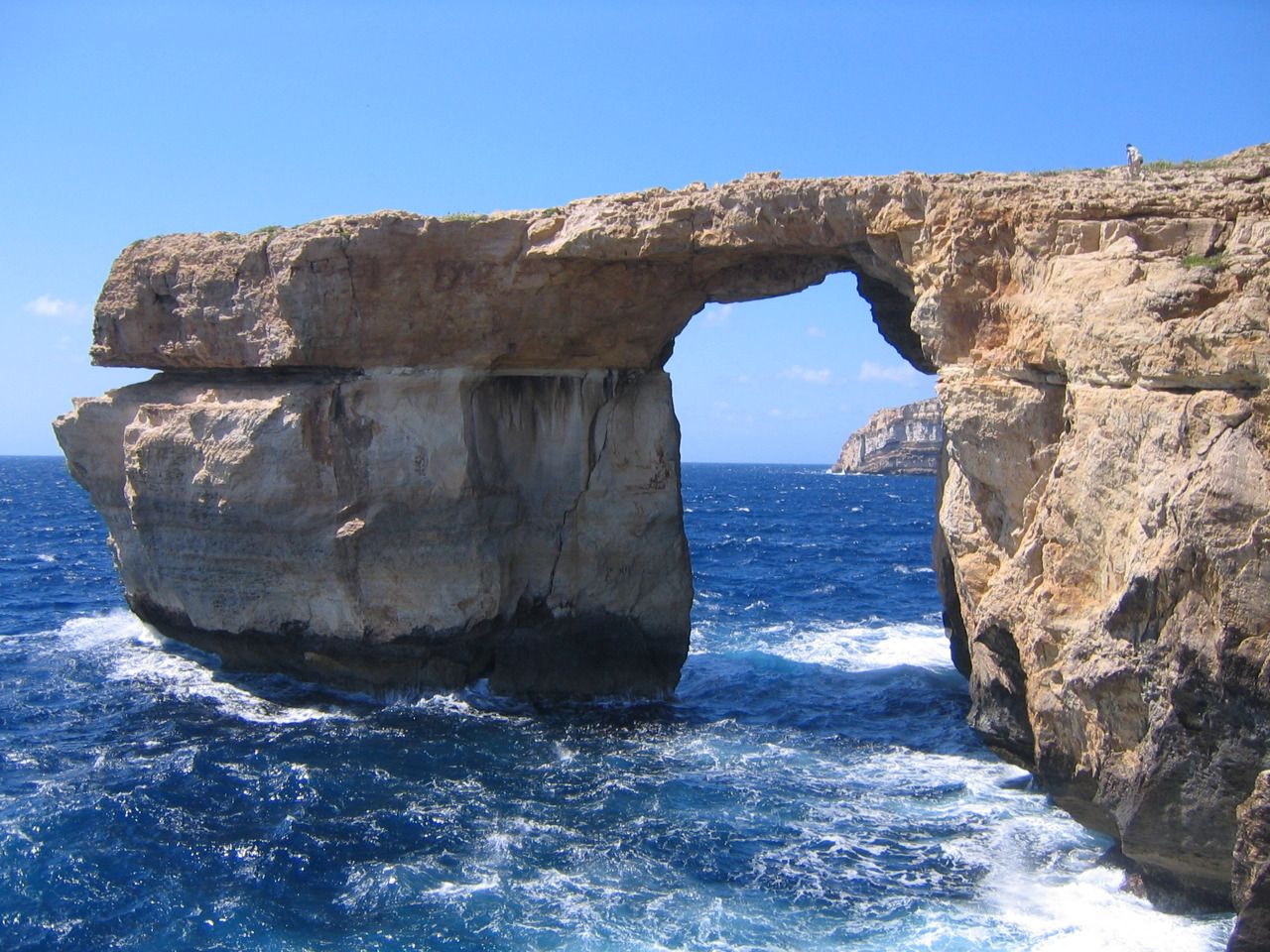
Medelhavet med klippformationen "Azurfönstret" på Malta innan den rasade samman 2017.

Azur eller azurblå (från arabiska: al-lazward; "lasursten", eller lapis lazuli) är färgord som vanligtvis syftar på nyanser av ultramarin (ett pigment som traditionellt tillverkas av lapis lazuli) men som även kan syfta på många fler blå färger än de som kan erhållas med ultramarin. Boxarna nedan visar hur olika färger som kan kallas azur, med exempel från olika webbfärgkartor. I dagens svenska används azur oftast poetiskt och oprecist med hänvisning till hav och vatten eller himmelsblått, som till exempel i Evert Taubes sång Sjösalavår och i otaliga resebroschyrer.

## Azur i olika webbfärgkartor
| Azur                                                                      |                      |
| — Färgkoordinater —                                                       |                      |
| HTML-färgnamn                                                             | Azure                |
| HEX                                                                       | #007FFF              |
| RGBB (R, G, B)                                                            | (0, 127, 255)        |
| CMYKH (C, M, Y, K)                                                        | (100, 50, 0, 0)      |
| HSV (H, S, V)                                                             | (210°, 100 %, 100 %) |
| B: Normaliserat till [0–255] (byte) H: Normaliserat till [0–100] (hundra) |                      |

| Azur                                                                      |                    |
| — Färgkoordinater —                                                       |                    |
| HTML-färgnamn                                                             | Azure              |
| HEX                                                                       | #F0FFFF            |
| RGBB (R, G, B)                                                            | (240, 255, 255)    |
| CMYKH (C, M, Y, K)                                                        | (6, 0, 0, 0)       |
| HSV (H, S, V)                                                             | (180°, 6 %, 100 %) |
| B: Normaliserat till [0–255] (byte) H: Normaliserat till [0–100] (hundra) |                    |